# Première République fédérale
Pour les articles homonymes, voir Première République.
1823–1835
Entités précédentes :
- Premier Empire mexicain

Entités suivantes :
- République centraliste mexicaine

La Première République fédérale mexicaine (en espagnol : Primera República Federal de México) a été une période de l'histoire mexicaine. C'est le troisième régime du Mexique indépendant après le Premier Empire et la Régence. Cette république fédéraliste, réalisée sur le modèle américain, reste fragile et affaiblie par différents coups d'État. Officiellement, elle fut en place de 1823 à 1835, mais elle fut réellement en place de 1823 à 1830, de 1832 à 1833, puis de nouveau en 1835. Durant la période où la république n'est pas appliquée, des régimes autoritaires se mettent en place, comme les gouvernements d'Anastasio Bustamante et d'Antonio López de Santa Anna, tous deux présidents à vie. 
En janvier 1835, à cause de l'instabilité politique, le président Miguel Barragán, qui vient de rétablir la république après la chute de Santa Anna, met en place une nouvelle constitution. La république fédérale laisse place à une république centraliste en octobre 1835.

## Débuts du régime

### Chute de l'Empire
En 1822, le général Agustín de Iturbide, déjà régent du Mexique, se fit proclamer « empereur » par le Congrès. Des factions politiques commencèrent à critiquer brutalement le régime impérial. Face à ces critiques, l'Empereur décida de dissoudre le Congrès le 31 octobre 1822. Cette décision déplut à des chefs militaires locaux tels que Guadalupe Victoria et Antonio López de Santa Anna, commandant de la garnison de Veracruz qui sera plus tard président à vie. Santa Anna et ses troupes se révoltèrent contre l'Empereur et Guadalupe Victoria proclama la République le 1er décembre en la ville de Veracruz. Face à cette rébellion, Augustin Ier chercha à obtenir l'aide de l'Église mais décida finalement de renoncer au trône. Il présenta son abdication au Congrès dans la nuit du 19 mars 1823 avant de fuir vers l'Italie. 

### Avènement de la République
Avec Pedro Celestino Negrete et Nicolás Bravo, Guadalupe Victoria constitue alors un gouvernement provisoire sous forme de triumvirat qui dirige le pays sous le nom de Pouvoir exécutif suprême jusqu'à l'adoption d'une constitution. En octobre 1824, la Constitution fédérale est adoptée par le Congrès et la Première république fédérale est officiellement proclamée. Le 10 octobre, Guadalupe Victoria devient le premier président des États unis mexicains. Durant son mandat, il abolit l'esclavage, fonde l'Académie militaire et établit des relations diplomatiques avec le Royaume-Uni, les États-Unis, la République fédérale d'Amérique centrale et la Grande Colombie. 

### Instabilités politiques
En 1829, le mandat de Guadalupe Victoria s'achève et celui-ci choisit de renoncer à la vie politique. C'est le libéral Manuel Gómez Pedraza qui est élu président par le Congrès. Mais quelques jours après cette élection, le général Vicente Guerrero, prend les armes et renverse le gouvernement libéral. Il organise alors une transition pacifique et se fait reconnaître à son tour, président par le Congrès. La présidence de Guerrero est cependant de courte durée. En décembre 1829, le coup d'Etat du général Anastasio Bustamante, renverse le gouvernement et fait exécuter Guerrero. Un mois plus-tard, celui-ci prend les pleins pouvoirs et se fait proclamer « président à vie », suspendant ainsi la constitution fédérale et le régime républicain. Deux ans plus-tard, Bustamante est renversé et la république fédérale est rétablie. En 1832, Manuel Gómez Pedraza accède à la présidence. En avril 1833, celui-ci est renversé par le coup d’État du général Antonio López de Santa Anna qui prend à son tour les pleins pouvoirs ainsi que le titre de « président à vie ». En janvier 1835, Santa Anna est renversé et la république de nouveau rétablie. 

### Changement de régime
Après la chute de Santa Anna en 1835, c'est le général Miguel Barragán qui accède à la présidence. Constatant les faiblesses du régime fédéral, il fait abroger la constitution de 1824 et fait voter par le Congrès une constitution « centraliste ». La République fédérale est alors abolie et remplacée par la Première République centraliste. 